# Масник, Хуан Карлос
Хуан Карлос Масник (исп. Juan Carlos Masnik; 2 марта 1943, Эль-Тала, Сорьяно — 23 февраля 2021) — уругвайский футболист польского происхождения, игравший на позиции защитника. По завершении игровой карьеры — тренер. Выступал, в частности, за клуб «Насьональ», а также национальную сборную Уругвая.

## Клубная карьера
Родился 2 марта 1943 года. Воспитанник клуба «Пеньяроль» (Мерседес), в футболке которого выступал в Терсера Дивизионе. Во взрослом футболе дебютировал в 1963 году выступлениями за команду «Насьональ», в которой провёл два сезона, приняв участие в 31 матче чемпионата.
В 1965 году присоединился к клубу «Серро», в составе которого выступал до 1967 года. В 1967 году непродолжительный период времени выступал за американский клуб «Нью-Йорк Скайлайнерс». С 1968 по 1970 год защищал цвета аргентинского клуба «Химнасия и Эсгрима», в футболке которого сыграл 88 матчей в национальном чемпионате и отличился 5 голами.
В 1971 году вернулся на родину, где усилил столичный «Насьональ», за который выступал до 1974 года. В 1971 и 1972 годах выиграл чемпионат Уругвая. В 1971 году вместе с «Насьоналем» выиграл Кубок Либертадорес, обыграв в финале аргентинский «Эстудиантес» (Хуан отметился голом в третьем финальном матче (1:0)). В декабре 1971 года сыграл в обоих финальных матчах против «Панатинаикоса» и помог клубу из Монтевидео выиграть Межконтинентальный кубок. Также выходил на поле в стартовом составе в июле и ноябре 1972 года в поединках Межамериканского кубка против мексиканского клуба «Крус Асуль», где вместе с клубом завоевал очередной трофей. В 1973 и 1974 годах носил капитанскую повязку.
В течение 1975 года защищал цвета клуба «Нью-Йорк Космос», за который сыграл 6 матчей в Североамериканской футбольной лиге. Завершил карьеру игрока в чилийском клубе «Универсидад Католика», за который выступал в течение 1976—1978 годов. В 22 матчах чилийского Примера Дивизиона отличился 2 голами.

## Выступления за сборную
28 июля 1967 года дебютировал в футболке национальной сборной Уругвая в Лиме в матче против сборной Перу. В 1971 году вместе с Селесте уступил сборной Чили на Кубке Хуана Пинто Дурана. В 1973 году вместе со сборной Уругвая выступал на кубке Липтона и кубке Ньютона. В течение двух лет носил капитанскую повязку в сборной.
Был участником чемпионата мира 1974 года в ФРГ. На турнире сыграл в матчах против сборных Нидерландов, Болгарии и Швеции. Именно матч против Швеции, 23 июня 1974 года в Дюссельдорфе, стал последним в футболке национальной команды.
Всего в течение карьеры в национальной команде, длившейся 8 лет, провёл в её форме 24 матча. По другим данным сыграл 28 матчей за сборную, а также 5 товарищеских матчей против разных клубов.

## Карьера тренера
Начал тренерскую карьеру, вернувшись в футбол после небольшого перерыва, в 1984 году, возглавив тренерский штаб клуба «Насьональ». В 1990-х годах выехал в Сальвадор, где тренировал несколько местных клубов: «Луис Анхель Фирпо» (1990), ФАС (1992), «Атлетико Марте» (1994) и «Альянса» (1996). Последним местом тренерской работы был клуб ФАС, главным тренером которого Хуан Карлос Масник был в течение 1999 года.

## Личная жизнь
Кроме занятий футболом, тоже довольно успешно играл в баскетбол. На клубном уровне играл за Эспарта де Мерседес, а также трижды становился серебряным призёром чемпионата департамента Сориано.

## Достижение

### Как игрока
«Насьональ»
- Чемпионат Уругвая
  - Чемпион (6): 1963, 1971, 1972
  - Серебряный призёр (2): 1965, 1974
- Кубок Либертадорес
  - Обладатель: 1971
  - Финалист: 1964
- Межконтинентальный кубок
  - Обладатель: 1971
- Межамериканский кубок
  - Обладатель: 1971

### Как тренера
«Луис Анхель Фирпо»
- Чемпионат Сальвадора
  - Чемпион: 1988/89
  - Серебряный призёр: 1989/90

ФАС
- Чемпионат Сальвадора
  - Чемпион: 1999 (Клаусура)